# IPad mini (第五代)
第五代iPad mini（正式名称仅为iPad mini，而iPad mini 5为俗称）是苹果在2019年3月18日于其官网更新的一款7.9英寸iPad平板电脑产品。iPad mini第五代搭载A12仿生处理器、支持P3广色域显示和原彩显示的视网膜显示屏，并首次支持Apple Pencil（第一代）和第三方蓝牙键盘连接。其仍旧保留前代机型iPad mini 4的机身设计、边框宽度和Touch ID。

## 功能与特色

### 外观
iPad mini第五代外观与上代基本相同，使用了自从iPad mini第一代启用的视觉风格。正面为拥有倒角切割的玻璃面板，背面为圆润的一体化铝合金机身，长203.2毫米，宽134.8毫米，厚6.1毫米，3.5毫米耳机孔被保留。iPad mini第五代提供金色、银色和深空灰色版本。
第五代iPad mini的蜂窝网络版背面天线设计摒弃了往代整块塑料区域的设计，改用注塑细线作为天线区域，更加美观。

### 性能
iPad mini第五代搭载了和iPhone XR、XS、XS MAX相同的A12 仿生 处理器及M12协处理器，性能较iPad mini 4的Apple A8处理器提升200%。A12处理器的神经网络引擎也可为iPad mini在增强现实和机器学习方面的运用提供运算能力支持。该机内置19.1瓦时锂电池，无线网络下可使用10小时；蜂窝网络版本在数据连接下可使用9小时。

### 屏幕
iPad mini第五代搭载一块7.9英寸326ppi的视网膜显示屏。与前代相比，第五代iPad mini的显示屏提供了以往iPad Pro机型才使用的P3广色域显示以及原彩显示。屏幕采用全层压技术，支持Apple Pencil第一代。但第五代iPad mini的屏幕不支持最高120Hz的ProMotion自适应刷新率。

### 相机
iPad mini第五代的后置相机像素为800万，无闪光灯，不支持光学防抖。前置摄像头则被升级到700万像素，同时支持了1080P视频录制（30fps）以及屏幕闪光灯。

### 支援Apple Pencil
iPad mini第五代支持了Apple Pencil第一代。

## 顏色
顏色包括：
| 顏色 | 名稱   | 英語       | 備註       |
| ---- | ------ | ---------- | ---------- |
|      | 太空灰 | Space Gray | 正面為黑色 |
|      | 銀色   | Silver     | 正面為白色 |
|      | 金色   | Gold       | 正面為白色 |

## 價格
iPad mini (第五代) 建議售價為：
WiFi版：
- 64GB：12900 NT$（台灣）2921¥（中国大陆）
- 256GB：17900 NT$（台灣）4090¥（中国大陆）

WiFi+行動網路版：
- 64GB：17400 NT$（台灣）3896¥（中国大陆）
- 256GB：22400 NT$（台灣）[3]5065¥（中国大陆）[4]

## 大事记
- 2019年3月18日，苹果于官网更新iPad mini、iPad Air产品线。

## 時間軸
|  |

## 外部連結
- iPad mini – 官方網站